# Sint-Jan's-Onthoofdingskerk (Nuland)
De Sint-Jan's-Onthoofdingskerk is een rooms-katholieke kerk in Nuland in de provincie Noord-Brabant.

## Geschiedenis
Nadat tussen 1275 en 1300 de Maas bedijkt was, kon er op de dekzandrug een kerkje worden gebouwd. Deze "polderkerk" stond op de overgang van hoog en laag en had veel van overstromingen te lijden. Deze kerk was gewijd aan Sint Jans onthoofding. Ze bevatte het graf van Gerard van Vladeracken, die heer was van Nuland en Geffen.
De parochie werd voor het eerst vermeld in 1377, maar bestond toen al enige tijd. Ze omvatte ook Kruisstraat, Heeseind, een deel van Rosmalen en Vinkel. De laatste plaats werd in 1884 een zelfstandige parochie.
In 1635 werd de kerk genaast door de hervormden, en op het eind van de 17e eeuw namen de katholieken een schuurkerk in gebruik, welke in 1739 werd vernieuwd en verplaatst naar de huidige begraafplaats. In 1802 werd de schuurkerk vervangen door een volwaardige kerk met pastorie.
In 1846 kochten de katholieken de Polderkerk terug, maar deze was onbruikbaar geworden door de vele overstromingen. De gemeente wilde echter geen dijk aanleggen tussen Heeseind en Geffen om de Beerse Maas te temmen. Daarop besloot de pastoor om een nieuwe kerk te laten bouwen die enkele honderden meters zuidelijker van de oorspronkelijke kerk was gelegen. In 1859 kwam deze door Henri van Tulder ontworpen neogotische kerk gereed. In 1862 werd ook de pastorie in gebruik genomen.
De Polderkerk werd echter gesloopt. In 1950 zijn daar ter plaatse opgravingen verricht. Deze brachten niet alleen de funderingen van de 14e-eeuwse kerk aan het licht, maar er bleken ook resten van zeven vloeren boven elkaar te zijn aangetroffen. Vermoed wordt dat, ten gevolge van de vele overstromingen, steeds weer een nieuwe vloer moest worden gebouwd. De fundamenten werden weer bedekt, maar in 2006 zijn de contouren weer zichtbaar gemaakt.
De Tweede Wereldoorlog maakte ook aan de neogotische kerk een einde. In 1943 werden de klokken geroofd en op 5 oktober 1944 werd de toren opgeblazen door de bezetter. Deze viel op het schip. Na de bevrijding werd een nieuwe kerk gebouwd door de Helmondse architect J. Magis. De toren kon pas later worden afgebouwd, daar de benodigde stenen aanvankelijk voor de Wederopbouw niet gemist konden worden. De driebeukige kerk is gebouwd in de stijl van de Bossche School.